# Szerelmesfilm
A Szerelmesfilm 1970-ben bemutatott magyar játékfilm. Rendezője és forgatókönyvének írója Szabó István, akinek ez volt első színes filmje.
A rendező előző két filmjének, az Álmodozások korának és az Apának bizonyos értelemben folytatása.
Alaptörténete más, de hasonló a jelent emlék- és fantáziaképekkel megszakító, több idősíkot egymásbajátszató dramaturgiája; mindhárom film főhőse Bálint András, és a történetet az ő kommentárjai kísérik.
Ezzel a filmmel Szabó István filmrendezői pályáján lezárult a saját nemzedékét középpontba állító alkotások sora.

## Története
Gyerekkori fényképek. A film főhőse, Jancsi a nézők felé fordulva kezdi a történetet: „Álmodom Katáról… holnap utazom…” Gyerekkoruk óta ismerik egymást, együtt élték át Budapest ostromát és az 1950-es éveket. Kata szüleivel 1956-ban elhagyta az országot, azóta Franciaországban él. Jancsi tíz éve nem látta, de ma is úgy érzi, hogy egymáshoz tartoznak. Most hozzá utazik.
Mámorossá teszi az utazás, szorongva várja a határátlépést, [akkoriban tették csak lehetővé – korlátozott feltételekkel – a kiutazást Nyugat-Európába]. A vonatúton emlékképek sora villan föl, néha motívumszerűen ismétlődve: 1956-ban biciklin megy a lányhoz, feltartóztatják; aztán kisgyerekként a háborús utcán anyjával katonák mellett megy el („Ne fordulj hátra!”), hátán kis zöld hátizsák (a félelemben élés jelképe), később Kata is ilyet kap; egy közös úszólecke emléke; szirénázás, menekülés, óvóhely; téli szánkózás Katával, karácsony; bál Sztálin fényképe alatt; megszégyenítés egy úttörőgyűlésen; május elsejei ünnepség próbája üres képkeretekkel; egy kádban úszkáló hallal játszva az elhatározás: orvosok leszünk; csókolózás villamoson, lépcsőházban, Duna parton; tank rohan az üres utcán, orosz katonák; Kata telefonja: „elmegyek”…
Franciaországban beteljesül a szerelem. Boldog napokat töltenek együtt; vidáman lubickolnak a tengerben, közben teli torokkal éneklik az úttörőként tanult mozgalmi dalt: „A mi hazánkról szóljon az ének, A mi hazánknál nincsen szebb…” Egy emigráns magyar társaság összejövetelén Jancsit nosztalgiázás fogadja; itt nem is hallottak Magyarországról – mondja egy férfi. Egy zsidó asszony elmeséli, hogyan menekült meg 1944 őszén a Duna parti sortűzből, ő soha többé nem akarja látni Budapestet. Jancsi egyik volt osztálytársa amerikai katona Németországban, „Vietnámban majd ne lőjünk egymásra!” – mondja nevetve. [A vietnámi háborúban a keleti és a nyugati tömb állt szemben egymással.] Mindegyik önálló élettörténet, mindenki másként viszonyul az elszakítottsághoz.
Telnek a napok. Szembesülni kell a kérdéssel: mi lesz velük? Kata nem megy haza, Jancsi nem marad itt. Egy mesterségesen kettészakított kontinensen, két különböző világban élnek; eltérő a gondolkodásuk, nincs közös céljuk. Csak most, amikor együtt vannak, veszi tudomásul Jancsi, hogy végleg elszakadtak egymástól, az illúziónak vége. De egy új érzés támad fel benne: minden, amit átél, – Kata, a múlt és a jelen, az itteniek és az otthoniak –, mindez az övé és örökké hozzátartozik. Hazaindul. A párizsi metróban orosz beszédet hall, újból emlékképek villannak: klasszikus orosz festők képei, orosz katonák az udvaron 1945-ben, Kata. Párizsra épp csak annyi ideje jut, hogy a pályaudvar ajtajából magába szívja, szinte szemével fényképezze a látványt.
Már otthon van, másnap munkába megy. Telefonon beszél Katával, majd a nézők felé fordulva (ahogy a film elején), befejezi a történetet: később mindketten megházasodtak, boldogan élnek. Jancsi levelet fogalmaz, közben a kiszélesedő képen látjuk, hogy egyre többen írnak levelet, mindenki üzen, ahogy ő. (A rendező első filmjeiből ismert megsokszorozás, az általánosítás módszere.) Végül Kata levélben megköszöni Jancsinak és feleségének, hogy vendégül látták őket Budapesten. Miközben a levél utolsó szavait mondja – „Ölel benneteket Kata, Dzsordzs.” –, arca kifehéredik és lassan eltűnik.

## Szereplők
- Bálint András (Oláh Jancsi)
- Halász Judit (Jánosy Kata)
- Békés Rita (Klári)
- Lucyna Winnicka (Ágnes) (magyar hangja: Ruttkai Éva)
- Huszti Péter (Bálint Karcsi)
- Berényi Éva (Jancsi anyja)
- Baga Mária (Bözse)
- Mialkovszky Erzsébet (Kata anyja) (szinkronhangja: Szemes Mari)
- Kúnszenti Erika (Jutka)
- Csomák Ervin (Kata apja) (szinkronhangja: Gera Zoltán)
- Erőss Tamás (Pattantyús)
- Aranyossy György (Klári férje)
- Andai Kati (Magdi)
- Kelemen Edit (gyerek Kata)
- Szamosfalvi András (gyerek Jancsi)
- Asztalos Béla (Orosz férfi a metrón)
- Bajcsay Mária (Pattantyúsné)
- Dékány István (Fegyveres)
- Eörsi Mátyás
- Faludi Béla (Hackl bácsi)
- Fenyő Ervin
- Gonda Maca (Nagymama)
- id. Asztalos Béláné (orosz nő a metrón)
- ifj. Asztalos Béla
- Jani Janos
- Kádár Flóra
- Machánszky Gyula (Jacques)
- Paunoch Juditv
- Pozsár Lajos (Fegyveres)
- Ramshorn Gizella (Német lány)
- Sas Andrea
- Sólyom Kati
- Ujvári Ilona
- Zákonyi Rudolf (Német vámos)
- Égenhoffer Tibor

A szereplők között mások mellett feltűnik Szabó István felesége, Gyürey Vera (Bernadette nővér) és Mándy Iván (Doktor) is.

## Fogadtatása
A korabeli kritika a filmet vegyesen fogadta. Hol terjengősnek, hol túl szubjektívnek, hol túlzóan érzelmesnek találták. „Az izgatott beszéd arról, hogy a Szerelmesfilm mennyire szubjektív és lírai, a kritikának arra volt jó, hogy ne kelljen szembenézni a film igazi tartalmával. Jancsi és Kata történetét ma már szinte mint dokumentumfilmet nézhetjük. Egyfajta kortörténeti emléket, amelynek szubjektivitása feltétlenül csökkent, ugyanakkor szinte döbbenten tapasztaljuk, hogy a korról milyen pontos látleletet adott.”
A filmet először az 1970. évi Velencei Filmfesztiválon vetítették, itthoni bemutatóját csak később, 1970. október 8-án tartották. A két vetítés között a főcímből eltávolíttatták a dramaturg, Herskó János nevét, aki a forgatás után nem tért haza svédországi útjáról, az akkori megfogalmazás szerint disszidált.

## Díjak
- 1971: Kőszeg: a Magyar Ifjúság című hetilap Arany Reflektor díja